# 히스테리아 (2011년 영화)
히스테리아(Hysteria)는 2011년 개봉한 영국의 로맨틱 코미디 영화이다. 빅토리아 시대를 배경으로 한 이 영화는 어떻게 히스테리의 의학적 관리가 진동기의 발명으로 이어졌는지 보여준다.

## 줄거리
1880년대 말, 젊은 의사 모티머 그랜빌은 현대 의학에 대한 의견 차이로 인해 직업에 어려움을 겪다 '히스테리' 치료를 전문으로 하는 달림플 박사의 조수가 된다. 당시 여성들에게 흔히 진단되던 히스테리는 생식기 마사지를 통해 '발작성 경련'을 유도하는 방식으로 치료되었는데, 사실 이는 오르가즘을 유발하는 것이었다. 그랜빌은 달림플 박사의 두 딸 에밀리와 샬럿을 만나게 된다. 샬럿은 빈민가에서 사회복지관을 운영하는 진보적인 여성이다.
그랜빌은 뛰어난 마사지 실력으로 환자들에게 인기를 얻고, 달림플 박사는 그에게 사업을 물려주고 에밀리와 결혼시키려 한다. 한편, 샬럿은 부상당한 친구를 데려와 그랜빌의 도움을 받지만, 달림플 박사는 샬럿의 사회활동을 못마땅해하며 그랜빌에게 더 이상 그녀를 돕지 말라고 한다. 늘어나는 환자 수에 그랜빌은 손목에 무리가 가 결국 해고당한다. 그러다 친구인 에드먼드 경이 개발한 전동 먼지떨이에서 영감을 얻어 전기 마사기를 개발하게 된다. 그랜빌은 달림플 박사의 하녀에게 마사기를 사용해 효과를 입증한 후, 병원에서 환자들에게 적용하여 큰 성공을 거둔다. 그 결과 그랜빌은 에밀리와 약혼하고, 샬럿은 사회복지관 운영에 어려움을 겪는다.
약혼 파티에서 샬럿은 경찰관에게 저항하다 체포된다. 달림플 박사 부녀는 그랜빌에게 샬럿이 히스테리를 겪고 있다고 증언하여 감옥행을 막으려 한다. 하지만 재판에서 그랜빌은 히스테리 증상은 흔하며 샬럿은 관대하고 헌신적인 사람이라고 주장한다. 재판장은 그랜빌의 주장을 받아들여 샬럿에게 단지 30일의 징역형을 선고한다.
에밀리는 아버지의 바람 때문에 그랜빌과 약혼했다는 것을 깨닫고 파혼한다. 한편, 전동 마사기는 치료 시간을 단축시키고 만족도를 높이는 의료 기기로 자리 잡는다. 그랜빌은 마사기 판매로 큰돈을 벌고, 샬럿과 사랑에 빠진다. 그는 사회복지관에 병원을 설립하고 샬럿에게 청혼하고, 샬럿은 이를 받아들인다.

## 캐스팅
- 휴 댄시 - 모티머 그랜빌
- 매기 질런홀 - 샬럿 댈림플
- 조너선 프라이스 - 로버트 댈림플
- 펠리시티 존스 - 에밀리 댈림플
- 루퍼트 에버렛 - 에드먼드 세인트존스미드
- 애슐리 젠슨 - 패니
- 셰린던 스미스 - 몰리 더 롤리
- 제마 존스 - 세인트존스미드